# Zorro (serial telewizyjny 1957)
Zorro – przygodowy serial telewizyjny wyprodukowany przez wytwórnię Walta Disneya w latach 1957–1961, opowiadający o przygodach legendarnego Zorro. Składa się z ponad osiemdziesięciu 25–30 minutowych odcinków. Serial zdobył także w Polsce wielką popularność; po raz pierwszy był emitowany w Polsce na początku lat 60., a potem wielokrotnie powtarzany, m.in. w Teleranku. Po 2005 roku pokazywany był w TVP2, a następnie w 2009 ponownie w TVP1 i w 2014 na Pulsie 2. Dawniej TVP2 wyświetliło także czarno-biały film The Sign of Zorro z 1958, składający się z pierwszych 13 odcinków serialu, które w tym celu zostały odpowiednio przemontowane, a niektóre sceny usunięto. W 1992 roku serial został pokolorowany, oprócz sezonu 3. W Polsce wyemitowano jedynie pierwsze dwa sezony serialu.

## Obsada

### postacie pierwszoplanowe[2]
| Aktor           | Postać                         | Liczba odcinków | lata      |
| --------------- | ------------------------------ | --------------- | --------- |
| Guy Williams    | Don Diego de la Vega / Zorro   | 82              | 1957–1961 |
| Gene Sheldon    | Bernardo                       | 82              | 1957–1961 |
| Henry Calvin    | sierżant Demetrio Lopez Garcia | 81              | 1957–1961 |
| Don Diamond     | kapral Reyes                   | 52              | 1957–1959 |
| George J. Lewis | Don Alejandro de la Vega       | 48              | 1957–1961 |

### postacie drugoplanowe

#### odcinki 1 – 13
| Aktor           | Postać                             | Liczba odcinków | lata      |
| --------------- | ---------------------------------- | --------------- | --------- |
| Britt Lomond    | kapitan Enrique Sanchez Monastario | 13              | 1957–1958 |
| Romney Brent    | Ojciec Felipe                      | 6               | 1957      |
| Jan Arvan       | Don Ignacio (Nacho) Torres         | 7               | 1957      |
| Eugenia Paul    | Elena Torres                       | 4               | 1957      |
| Pat Hogan       | Benito                             |                 | 1957      |
| Than Wyenn      | Licenciado Piña                    | 7               | 1957–1958 |
| Tony Russo      | Martinez                           |                 | 1957–1958 |
| Sebastian Cabot | Sędzia Vasca                       |                 | 1957      |

#### odcinki 14 – 26
| Aktor            | Postać                  | Liczba odcinków | lata |
| ---------------- | ----------------------- | --------------- | ---- |
| Vinton Hayworth  | sędzia Carlos Galindo   | 13              | 1958 |
| Peter Adams      | Capitan Arturo Toledano | 4               | 1958 |
| Suzanne Lloyd    | Raquel Toledano         | 6               | 1958 |
| Myrna Fahey      | Maria Crespo            | 4               | 1958 |
| Anthony Caruso   | Juan Ortega             |                 | 1958 |
| Peter Brocco     | Barca                   |                 | 1958 |
| Miguel Landa     | Ramon Santil            |                 | 1958 |
| Sandy Livingston | Rosarita                |                 | 1958 |
| Armand Alzamora  | Figueroa                |                 | 1958 |
| George Keymas    | Roberto                 |                 | 1958 |

#### odcinki 27 – 39
| Aktor          | Postać                       | Liczba odcinków | lata |
| -------------- | ---------------------------- | --------------- | ---- |
| Charles Korvin | Jose Sebastian Varga / Orzeł | 8               | 1958 |
| Suzanne Lloyd  | Raquel Toledano              |                 | 1958 |
| Michael Pate   | Salvador Quintana            | 4               | 1958 |
| Peter Mamakos  | Enrique Fuentes              |                 | 1958 |
| Kent Taylor    | Carlos Murietta              |                 | 1958 |
| Paul Picerni   | Pietro Murietta              |                 | 1958 |
| Jack Kruschen  | Jose Mordante                |                 | 1958 |
| Mary Wickes    | Dolores Bastinado            |                 | 1958 |
| Jay Novello    | Juan Greco                   |                 | 1958 |
| Henry Rowland  | Hrabia Kolinko               |                 | 1958 |

#### odcinki 40 – 52
| Aktor            | Postać                 | Liczba odcinków | lata      |
| ---------------- | ---------------------- | --------------- | --------- |
| Jolen Brand      | Anna Maria Verdugo     | 9               | 1958–1959 |
| Eduard Franz     | Seńor Gregorio Verdugo | 5               | 1958      |
| Richard Anderson | Ricardo del Arno       | 4               | 1958–1959 |
| Carlos Romero    | Romero Serrano         | 5?              | 1958      |
| Ken Lynch        | Pablo                  |                 | 1958      |
| Barbara Luna     | Teresa Modesto         | 4               | 1958      |
| Perry Lopez      | Joaquin Castenada      | 4               | 1958      |
| Ric Roman        | Kapitan Briones        |                 | 1958      |
| Frank Wilcox     | Luis Rico              |                 | 1958      |
| John Litel       | Gubernator             |                 | 1958–1959 |

#### odcinki 53 – 65
| Aktor             | Postać                 | Liczba odcinków | lata |
| ----------------- | ---------------------- | --------------- | ---- |
| Cesar Romero      | Don Estevan de la Cruz |                 | 1959 |
| Patricia Medina   | Margarita Cotazar      | 4               | 1959 |
| Neil Hamilton     | Don Hilario            |                 | 1959 |
| Annette Funicello | Anita Cabrillo         | 4               | 1959 |
| Arthur Space      | Gonzales               |                 | 1959 |
| Jeff York         | Joe Crane              |                 | 1959 |
| Jean Willes       | Carlotta               |                 | 1959 |
| Jonathan Harris   | Don Carlos             |                 | 1959 |

#### odcinki 66 – 78
| Aktor           | Postać                   | Liczba odcinków | lata      |
| --------------- | ------------------------ | --------------- | --------- |
| Everett Sloane  | Andres Felipe Basilio    |                 | 1959      |
| Robert J. Wilke | Kapitan Salvador Mendoza | 4               | 1959      |
| Gloria Talbott  | Moneta Esperon           | 4               | 1959      |
| George N. Neise | Kapitan Felipe Arrellano | 4               | 1959      |
| Joan Evans      | Leonar                   | 4               | 1959      |
| John Litel      | Gubernator               |                 | 1958-1959 |

#### odcinki 79 – 82
| Aktor             | Postać                 | Liczba odcinków | lata |
| ----------------- | ---------------------- | --------------- | ---- |
| Gilbert Roland    | El Cuchillo            | 2               | 1960 |
| Rita Moreno       | Chulita                | 2               | 1960 |
| Vito Scotti       | Chaco                  | 2               | 1960 |
| Annette Funicello | Constancia de la Torre | 1               | 1960 |
| Mark Damon        | Miguel Serrano         | 1               | 1960 |
| Ricardo Montalban | Ramon Castillo         | 1               | 1961 |
| Ross Martin       | Marcos Estrada         | 1               | 1961 |
| Suzanne Lloyd     | Isabella Linares       | 1               | 1961 |

W epizodach wystąpili m.in. Nestor Paiva (karczmarz Teo Gonzales), Henry Wills, Lee Van Cleef, Dan Blocker, Robert Vaughn i Rita Moreno.

## Odcinki

### Sezon 1
| Nr | #  | Tytuł                           | Premiera             |
| --- | -- | ------------------------------- | -------------------- |
| 1 | 1  | Presenting Señor Zorro          | 10 października 1957 |
| Don Diego de la Vega, po trzech latach studiów w Hiszpanii, powraca do rodzinnej Kalifornii, która w 1820 roku znajduje się pod panowaniem hiszpańskim. Na pokładzie statku dowiaduje się od kapitana o pogarszającej się sytuacji politycznej w prowincji i odkrywa, dlaczego jego ojciec, Don Alejandro, wezwał go z powrotem do domu. Diego postanawia, że walka z niesprawiedliwością będzie wymagała nie siły, lecz przebiegłości. Wraz z wiernym służącym Bernardo obmyśla plan: Diego będzie udawał beztroskiego, pacyfistycznego młodzieńca, człowieka nauki, sztuki i muzyki, niezainteresowanego polityką ani walką. Bernardo z kolei będzie odgrywał rolę głuchoniemego i niezdarnego, by móc swobodnie obserwować i zbierać informacje bez wzbudzania podejrzeń. Po powrocie do hacjendy, Diego przedstawia się ojcu jako wykształcony, lecz niegroźny idealista. Don Alejandro szybko zaczyna tracić cierpliwość do syna, nie rozumiejąc jego pozornego braku zainteresowania problemami regionu. Diego jednak, działając w tajemnicy, rozpoczyna nowy rozdział życia jako Zorro, walczący z korupcją, tyranią i niesprawiedliwością. Wspomagany przez wiernego konia Tornado, którym podczas pobytu w Hiszpanii opiekował się pasterz, Diego jako Zorro ratuje właściciela ziemskiego Don Nacho Torresa, niesłusznie oskarżonego o zdradę.                                                             |    |                                 |                      |
| 2 | 2  | Zorro's Secret Passage          | 17 października 1957 |
| Kapitan Monastario, zdeterminowany, by ujawnić tożsamość Zorro rozpoczyna intensywne śledztwo. Wraz z żołnierzami przeszukuje pobliskie hacjendy, przesłuchując każdego mężczyznę. Kiedy dociera do posiadłości de la Vega, podejrzewa Benito, parobka Don Diega, o bycie Zorro. Powodem jest fakt, że Benito spotyka się z Eleną Torres, córką Don Nacho, który ukrywa się w misji, planując podróż do Monterey, by osobiście poinformować gubernatora o nadużyciach Monastaria. Kapitan Monastario łączy te fakty i między mężczyznami dochodzi do konfrontacji. W decydującym momencie pojawia się prawdziwy Zorro i ratuje niewinnego parobka. W międzyczasie Don Diego pokazuje Bernardo tajne przejście w hacjendzie – ukrytą drogę prowadzącą z jego sypialni do stajni, w której czeka Tornado. |    |                                 |                      |
| 3 | 3  | Zorro Rides to the Mission      | 24 października 1957 |
| Don Nacho Torres ukrywa się w misji, korzystając z prawa azylu kościelnego, by uniknąć aresztowania przez kapitana Monastario. Gdy Monastario dowiaduje się o jego obecności, przybywa do misji z zamiarem pojmania go. Ojciec Felipe przypomina Kapitanowi, że Don Nacho znajduje się pod ochroną kościoła i nie może zostać zatrzymany. Wściekły z powodu tej przeszkody, Monastario postanawia wymusić poddanie się Don Nacho w brutalny sposób. Nakazuje indiańskim pracownikom misji budowę drogi i biczowanie tych, którzy pracują zbyt wolno. Don Nacho, nie mogąc znieść widoku tak okrutnego traktowania niewinnych ludzi, decyduje się wyjść z misji i oddać się w ręce Monastaria. W porę interweniuje Zorro. Przerywa budowę drogi oraz uwalnia Indian, a tym samym Don Nacho może nadal korzystać z prawa azylu. |    |                                 |                      |
| 4 | 4  | The Ghost of the Mission        | 31 października 1957 |
| Kapitan Monastario opracowuje plan przejęcia kontroli nad misją. Wykorzystując fałszywe oskarżenia o planowany bunt Indian ogłasza stan wojenny i blokuje dostarczanie jedzenia Don Nacho Torresowi, który nadal znajduje się pod ochroną prawa azylu. Monastario liczy na to, że głód zmusi Don Nacho do opuszczenia sanktuarium. Zorro, próbując mu pomóc, przemyca żywność i wodę do misji, ale zostaje przyłapany przez żołnierzy i musi uciekać, a zapasy zostają odebrane Don Nacho. W odpowiedzi Diego opowiada sierżantowi Garcii historię o legendarnym duchu mnicha, który rzekomo nawiedza misję. Garcia, przerażony przekazuje tę opowieść pozostałym żołnierzom. Tej samej nocy w misji pojawiają się Zorro i Bernardo. Udając duchy wywołują tajemnicze dźwięki. Przestraszeni żołnierze uciekają, co umożliwia Don Nacho bezpieczne opuszczenie misji i wyruszenie do Monterey, by złożyć gubernatorowi skargę na Kapitana Monastario. |    |                                 |                      |
| 5 | 5  | Zorro's Romance                 | 7 listopada 1957     |
| Don Nacho Torres opuszcza misję i wraca do swojej hacjendy. Kapitan Monastario nie rezygnuje z pościgu. Planuje przejąć cały majątek rodziny Torresów, a córkę Don Nacho – Elenę, zmusić do małżeństwa. Żołnierze otaczają hacjendę i rozpoczynają dokładne przeszukanie domu w poszukiwaniu zbiega. Don Diego przybywa na miejsce, by pomóc w ukryciu Don Nacho. Udaremnia próbę odnalezienia go w piwnicy, a później skutecznie myli tropy Monastaria. Bernardo na polecenie Don Diego ogłusza Monastaria, dzięki czemu Don Nacho przebrany w mundur kapitana może uciec z hacjendy. |    |                                 |                      |
| 6 | 6  | Zorro Saves a Friend            | 14 listopada 1957    |
| Kapitan Monastario aresztuje żonę i córkę Don Nacho Torresa, planując wykorzystać je jako przynętę na Zorro. Przetrzymuje je w więzieniu bez jedzenia i wody, ignorując prośby o ich uwolnienie. Benito, ukochany Eleny, nie mogąc znieść ich cierpienia, przebiera się za Zorro i próbuje je uwolnić. Zostaje jednak schwytany. Monastario świadomy, że Benito nie jest prawdziwym Zorro, postanawia mimo to skazać go na karę śmierci. W ostatniej chwili Zorro, przebrany za księdza, ratuje Benito przed egzekucją. Każe mu uciekać z miasta, a sam staje do walki z kapitanem Monastario i jego żołnierzami, po czym udaje mu się zbiec. |    |                                 |                      |
| 7 | 7  | Monastario Sets a Trap          | 21 listopada 1957    |
| Kapitan Monastario nadal więzi żonę i córkę Don Nacho Torresa, licząc, że w ten sposób zwabi Zorro. Don Alejandro de la Vega domaga się spotkania z kobietami – Monastario się zgadza, ale każe podsłuchiwać rozmowę. W ten sposób dowiaduje się o planowanym tajnym zebraniu właścicieli ziemskich w hacjendzie de la Vegów. Podstępnie wysłany przez Monastaria żołnierz, udając pijanego, wprowadza wśród mieszkańców wzburzenie, opowiadając o rzekomym znęcaniu się nad kobietami. Właściciele ziemscy decydują się na zbrojną próbę ich uwolnienia, nieświadomi, że Monastario zna ich plany i przygotowuje zasadzkę. Don Diego próbuje ich powstrzymać, lecz bezskutecznie. Zorro udaje się do garnizonu. Ostrzega właścicieli ziemskich i odciąga uwagę żołnierzy Monastaria, umożliwiając ucieczkę wszystkim oprócz Don Alejandra, który zostaje postrzelony. Zorro zabiera rannego ojca i zapewnia mu bezpieczne schronienie. |    |                                 |                      |
| 8 | 8  | Zorro's Ride into Terror        | 28 listopada 1957    |
| Ranny Don Alejandro ukrywa się przed tropiącym go kapitanem Monastario. Don Diego, przebywający w areszcie domowym pod czujnym okiem sierżanta Garcii, próbuje znaleźć sposób, by nie wzbudzając podejrzeń pomóc ojcu. Mężczyzna wymyka się z hacjendy. W przebraniu Zorro ukrywa rannego Don Alejandra w jaskini i opatruje jego ranę. Gdy Monastario przeszukuje hacjendę de la Vegów, Diego zostaje przesłuchiwany. W międzyczasie Don Alejandro opuszcza kryjówkę. Monastario niemal go pojmuje, ale w ostatniej chwili Zorro przybywa na ratunek i uwalnia ojca. Po drodze spotyka Don Nacho Torresa, powracającego pod eskortą żołnierzy gubernatora na swój proces. Zorro przekazuje rannego Don Alejandra pod ich opiekę. |    |                                 |                      |
| 9 | 9  | A Fair Trial                    | 5 grudnia 1957       |
| Kapitan Monastario planuje doprowadzić do skazania Don Alejandra de la Vega i Don Nacho Torresa, zanim do Los Angeles przybędzie, wyznaczony przez gubernatora, sędzia Vasca. Aby opóźnić jego przyjazd, Monastario wysyła sierżanta Garcię do San Fernando z poleceniem opóźnienia przyjazdu sędziego. Garcia udaje się do gospody, gdzie zachęca sędziego do obfitej uczty. Gdy to nie wystarcza, karczmarz dodaje środek nasenny do napoju sędziego. Zorro, podejrzewając intrygę, śledzi Garcię do San Fernando. Tam usypia również sierżanta. Bernardo zakłada mundur Garcii i omijając żołnierzy wyprowadza sędziego Vasco z gospody. W międzyczasie w Los Angeles rozpoczyna się proces. Uległy wobec Monastaria prokurator, Licenciado Piña, ma wydać wyrok skazujący. W ostatniej chwili na sali sądowej pojawia się Zorro. Przerywa rozprawę i zmusza Licenciado do uniewinnienia oskarżonych. Sędzia Vasca przybywa zaraz po ogłoszeniu wyroku. Choć niezadowolony, że proces już się odbył, uspokaja się, gdy dowiaduje się, że oskarżeni zostali uniewinnieni. |    |                                 |                      |
| 10 | 10 | Garcia's Secret Mission         | 12 grudnia 1957      |
| Kapitan Monastario opracowuje kolejny plan schwytania Zorro. W ramach intrygi Garcia zostaje publicznie zdegradowany i wydalony z wojska, by wzbudzić wśród mieszkańców El Pueblo przekonanie, że zechce pomścić swoje „upokorzenie”. Garcia rozpowiada w gospodzie, że chce dołączyć do Zorro i pomóc mu w walce z niesprawiedliwością Monastario. Zorro spotyka się z Garcią i wyznacza mu miejsce kolejnego spotkania. Zauważa jednak, że Garcia natychmiast biegnie z tą informacją do Monastaria. Podejrzewając pułapkę, Zorro zostawia Garcii serię fałszywych wiadomości, które prowadzą Monastaria i jego ludzi w różne, oddalone od El Pueblo miejsca. W międzyczasie Monastario nakazuje dwóm wieśniakom naprawę dachu stajni za pomocą 30 wiader smoły. Gdy większość żołnierzy tropi Zorro, ten wykorzystuje nieobecność Monastaria i zmusza pozostałego w garnizonie żołnierza do przewiezienia smoły do El Pueblo jego powozem. Gdy Monastario wraca dach jest już naprawiony. |    |                                 |                      |
| 11 | 11 | Double Trouble for Zorro        | 19 grudnia 1957      |
| Kapitan Monastario próbuje zdyskredytować Zorro w oczach mieszkańców. Gdy zauważa znakomite umiejętności walki nieznajomego szermierza imieniem Martinez, aresztuje go pod zarzutem zabójstwa innego mężczycny. Monastario zmusza Martineza, by przebrał się za Zorro i podczas wystawnego przyjęcia dla właścicieli ziemskich napadł na nich i ich obrabował. Gdy fałszywy Zorro rozpoczyna rabunek, Don Diego znika z sali. Chwilę później na miejscu pojawia się prawdziwy Zorro. Dochodzi do pojedynku między prawdziwym a fałszywym Zorro. Martinez zostaje pokonany i traci przytomność. Monastario zdejmuje mu maskę i publicznie demaskuje go jako oszusta, a jego plan zdyskredytowania Zorro kończy się niepowodzeniem. |    |                                 |                      |
| 12 | 12 | Zorro, Luckiest Swordsman Alive | 26 grudnia 1957      |
| Kapitan Monastario kontynuuje intrygę mającą na celu skompromitowanie Zorro. Pozoruje śmierć Martineza, a następnie nakazuje mu, w przebraniu Zorro, obrabować misję. Ponieważ wszyscy wierzą, że Martinez nie żyje, nikt nie podejrzewa go o zbrodnię. Ojciec Felipe zaczyna wątpić w uczciwość Zorro. Don Diego wpada na pomysł przechytrzenia Monastario. Podrzuca do gospody fałszywe klejnoty, rzekomo pochodzące z rabunku, tak by zobaczył je Licenciado Piña. Ten natychmiast przekazuje informację kapitanowi. Monastario udaje się do kryjówki Martineza, nieświadomy, że śledzą go Diego i Bernardo. Na miejscu dochodzi do konfrontacji. Martinez atakuje Monastario, który musi ratować się ucieczką. Wtedy Don Diego podejmuje walkę z niebezpiecznym szermierzem. Choć walczy niezgrabnie, udaje mu się go rozbroić. Gdy Martinez próbuje uciec, Monastario go zabija. Don Diego znajduje przy Martinezie skradzione klejnoty i udowadnia, że prawdziwy Zorro nie ma nic wspólnego z kradzieżą. Monastario zaczyna podejrzewać, że Don Diego może nie być tak niezdarny, jak się wydaje. |    |                                 |                      |
| 13 | 13 | The Fall of Monastario          | 2 stycznia 1958      |
| Kapitan Monastario aresztuje Don Diego, oskarżając go o bycie Zorro. Planuje przedstawić go odwiedzającemu miasto wicekrólowi Don Estebanowi, by zyskać uznanie i umocnić swoją władzę. Sytuacja zaczyna się wymykać spod kontroli. Wicekról nie jest pod wrażeniem działań Monastario, a podejrzenia wobec Don Diego okazują się trudne do udowodnienia. Monastario próbuje przekonać Don Estebana, że Don Diego to Zorro, prezentując go w stroju zamaskowanego bohatera. Wicekról podważa wiarygodność kapitana i jego dowodów. Zdesperowany Monastario wyzywa Don Diego na pojedynek, chcąc wymusić ujawnienie jego prawdziwej tożsamości. W decydującym momencie pojawia się Bernardo w przebraniu Zorro. Don Esteban nakazuje aresztowanie Monastario i Licenciado Piñy. Tymczasowo nowym komendantem El Pueblo zostaje mianowany sierżant Garcia. |    |                                 |                      |
| 14 | 14 | Shadow of Doubt                 | 9 stycznia 1958      |
| Po aresztowaniu kapitana Monastario do El Pueblo przybywa nowy komendant – kapitan Melendez. Zanim zdoła on objąć dowództwo, zostaje zastrzelony podczas przemówienia powitalnego. Morderstwa dokonuje Esteban Rojas, związany z nieznaną organizacją, która posługuje się znakiem orlego pióra. Rojas próbuje zrzucić winę na niewinnego Indianina o imieniu Josephat, podrzucając mu broń tuż po dokonaniu zbrodni. Morderstwo obserwuje Maria Crespo, barmanka z tawerny, która widzi, jak Rojas wraca z miejsca zbrodni i podaje broń Josephatowi. Gdy Maria chce zgłosić to sędziemu, Rojas próbuje ją zmanipulować, twierdząc, że to on ukrywa się pod maską Zorro. Maria daje się zwieść. Don Diego podejrzewa, że kobieta coś ukrywa. Bernardo śledzi Marię i widzi, jak Rojas i jego wspólnik porywają ją. Zorro rusza na ratunek i ratuje kobietę. Ta wyznaje mu, że to Rojas był mordercą Melendeza. Zorro odnajduje ciało Rojasa z wbitym w pierś orlim piórem. Diego zdaje sobie sprawę, że nad El Pueblo zawisło nowe zagrożenie i że misja Zorro wcale się nie skończyła. |    |                                 |                      |
| 15 | 15 | Garcia Stands Accused           | 16 stycznia 1958     |
| Sierżant Garcia otrzymuje tajemniczy list rzekomo pochodzący od Zorro, w którym zamaskowany bohater zapowiada, że chce oddać się w ręce władz. Garcia samotnie wyrusza na spotkanie. Jego szpada zostaje podstępnie skradziona. Kiedy nie odnajduje Zorro, wraca do El Pueblo. Tymczasem do miasta przybywa posłaniec królewski, rzekomo ranny. Twierdzi, że został napadnięty przez żołnierza i okradziony z żołdu dla garnizonu. Jako dowód przedstawia złamaną szpadę należącą do Garcii. Sierżant zostaje aresztowany, oskarżony o zdradę i kradzież, a następnie skazany na śmierć. Don Diego podejrzewając fałszywe zeznania posłańca, wyrusza na jego poszukiwania. Zorro demaskuje oszustwo i odzyskuje skradzione pieniądze. Podczas konfrontacji Zorro dowiaduje się, że rzekomy posłaniec działał z rozkazu sędziego, który przekazał mu orle pióro – symbol tajemniczej organizacji. |    |                                 |                      |
| 16 | 16 | Slaves of the Eagle             | 23 stycznia 1958     |
| Dwóch spiskowców z szajki Orła przybywa do Los Angeles, podszywając się pod królewskich poborców podatkowych. Wykorzystując fałszywe dokumenty, nakładają wygórowane i niesprawiedliwe podatki na mieszkańców. Ci, którzy nie są w stanie zapłacić, trafiają do więzienia – aż 22 osoby zostają osadzone. Don Diego zaczyna podejrzewać, że nowi poborcy są oszustami. Próbuje zapłacić zaległości za uwięzionych, ale spotyka się z odmową. Gdy dowiaduje się, że więźniowie mają zostać wysłani do pracy w kopalniach jako przymusowi robotnicy, postanawia działać. Podczas rozmowy z fałszywym urzędnikiem Diego pokazuje mu orle pióro – symbol tajnej organizacji. Mężczyzna natychmiast zmienia postawę, co potwierdza podejrzenia Diego. Zorro rusza do akcji i w ostatniej chwili powstrzymuje transport więźniów, udaremniając plan Orła i ratując niewinnych ludzi. |    |                                 |                      |
| 17 | 17 | Sweet Face of Danger            | 30 stycznia 1958     |
| Do Los Angeles przybywa Magdalena, dawna przyjaciółka Don Diego z czasów młodości. Towarzyszy jej ojciec, Don Francisco. Diego odkrywa, że Magdalena podróżowała tym samym statkiem co niedawno zamordowany mężczyzna – ofiara zamachu upozorowanego na atak Indian. Na ciele ofiary Diego znajduje orle pióro, symbol powiązany z konspiratorami. Podczas przyjęcia zorganizowanego na cześć Magdaleny, Diego zauważa, że dziewczyna przekazuje sędziemu Galindo pióro z zaszyfrowaną wiadomością. De la Vega w sekrecie podmienia pióro, zmieniając jego nacięcia na symbol śmierci. Niespodziewanie jednak, znak zostaje zinterpretowany jako wyrok nie na Galindo, lecz na samą Magdalenę. Zorro musi działać błyskawicznie, by ocalić kobietę i ustalić, czy jest ofiarą, czy może pionkiem w grze konspiratorów. |    |                                 |                      |
| 18 | 18 | Zorro Fights His Father         | 6 lutego 1958        |
| Chłopi protestują przeciwko niesprawiedliwym podatkom. Sytuacja zostaje celowo zaogniona przez prowokatora działającego z ramienia sędziego Galindo. W odpowiedzi na protesty, Galindo i Seńor Barca przekonują Don Alejandro, by właściciele ziemscy powołali Obywatelski Komitet, który przywróci porządek. Pierwszą ofiarą jest Paco, przywódca protestujących, fałszywie oskarżony o wywoływanie zamieszek i skazany na egzekucję. Diego odkrywa, że wszystko to może być pułapką zastawioną na Zorro. Gdy nadchodzi czas egzekucji, Zorro pojawia się na placu, uwalnia Paco i toczy pojedynek z Seńor Barcą oraz Don Alejandro, nieświadomym prawdziwych intencji sędziego. Zorro ratuje Paco i znika. Don Alejandro, wstrząśnięty manipulacją Galindo i Barcy, wycofuje się z Komitetu. |    |                                 |                      |
| 19 | 19 | Death Stacks the Deck           | 13 lutego 1958       |
| Po śmierci właściciela jednego z lokalnych rancz, jego syn – Ramon Santil, stara się ratować rodzinny majątek. Potrzebując gotówki, sprzedaje bydło nowo przybyłemu do El Pueblo Carlosowi Uriście. Don Diego, gdy zauważa orle pióro w jego kapeluszu, podejrzewa Uristę o powiązania z organizacją Orła. Wkrótce Ramon wplątuje się w grę karcianą z Uristą i w wyniku nieuczciwej rozgrywki, przegrywa nie tylko pieniądze, ale i rodzinne ranczo. Wszystko to jest częścią szerszego planu sędziego Galindo, który poprzez Uristę zamierza przejąć kontrolę nad dopływem wody do całej doliny. Z pomocą przybywa Zorro. Zmusza Uristę do ponownej gry, tym razem uczciwej. Ramon odzyskuje swoje ziemie. Intryga Orła zostaje udaremniona. |    |                                 |                      |
| 20 | 20 | Agent of the Eagle              | 20 lutego 1958       |
| Do El Pueblo przybywa nowy komendant, Juan Ortega, którego znana jest reputacja jako człowieka uczciwego i sprawiedliwego. Don Alejandro i Don Diego są jednak zaskoczeni, gdy Ortega od początku zachowuje się brutalnie i bezlitośnie wobec mieszkańców. Wkrótce wychodzi na jaw, że prawdziwy komendant został zamordowany, a Ortega to jego morderca, działający na polecenie siatki spiskowców Orła. Sędzia Galindo, współpracując z fałszywym komendantem, skazuje niewinnego mężczyznę, Barbarosę, na ciężkie roboty, chyba że zapłaci absurdalnie wysoką grzywnę. Gdy Barbarosa odmawia, zostaje uwięziony. Zorro rusza na ratunek i udaremnia plany konspiratorów. |    |                                 |                      |
| 21 | 21 | Zorro Springs a Trap            | 27 lutego 1958       |
| Fałszywy komendant, Juan Ortega, zastawia pułapkę na Zorro. Jeden z żołnierzy przebiera się za Zorro i zostaje umieszczony w klatce wystawionej na widok publiczny. Ma to sprowokować mieszkańców El Pueblo do próby odbicia go. Ortega liczy, że w ten sposób ujawnieni zostaną sojusznicy Zorro. Prawdziwy Zorro zjawia się na placu i ostrzega ludność, by nie dawała się sprowokować. Podczas ucieczki Zorro zostaje rozdzielony ze swoim koniem – Tornado, który wpada w ręce żołnierzy. Ortega wystawia Tornado na publiczną licytację, mając nadzieję, że Zorro spróbuje odzyskać ukochanego wierzchowca. Licytację w imieniu sierżanta Garcii wygrywa kapral Reyes, który wcześniej otrzymał pieniądze od Don Diega. Ortega unieważnia wynik aukcji i zatrzymuje konia. W nocy Bernardo przynosi Tornado jedzenie, ale zostaje zauważony przez żołnierza. W wyniku szarpaniny wybucha pożar, a gdy żołnierz zaczyna bić Tornado, koń broni się i śmiertelnie go rani. Zorro pojawia się w samą porę, by uratować Tornado i uciec przed żołnierzami. |    |                                 |                      |
| 22 | 22 | The Unmasking of Zorro          | 6 marca 1958         |
| Don Juan Ortega nadal podszywa się pod komendanta El Pueblo. Gdy Rosarita Cortez, którą poznał podczas podróży do Los Angeles, pojawia się w mieście, zaczyna obawiać się, że może zostać rozpoznany i zdemaskowany. Sędzia Galindo przypomina Ortedze, że Orzeł oczekuje szybkich rezultatów i że należy działać szybko, zanim do portu przypłynie kolejny statek z osobą, która mogłaby potwierdzić, że Ortega nie jest prawdziwym komendantem. Rosarita, widząc jak okrutnie traktowani są mieszkańcy, zaczyna wątpić w prawdziwą tożsamość Komendanta. Ortega próbuje ukryć się przed nią w Pueblo. Zostaje zauważony przez Bernardo, który śledzi go i przypadkiem podsłuchuje rozmowę z Galindo, ujawniającą prawdziwą tożsamość Ortegii i jego plan zabójstwa Rosarity. Zorro w ostatniej chwili przybywa do hacjendy Rosarity i ratuje ją przed śmiercią. Ortega ucieka do garnizonu, a Zorro rusza za nim w pościg. Obaj walczą na dachu garnizonu. W trakcie walki Ortega zdziera Zorro maskę i poznaje jego prawdziwą tożsamość. Fałszywy komendant traci równowagę i spada z dachu, ponosząc śmierć na miejscu. Zorro zwraca żołnieżom skradzione przez sędziego Galindo i Don Juana Ortegę pieniądze. |    |                                 |                      |
| 23 | 23 | The Secret of the Sierra        | 13 marca 1958        |
| Cyganka Marya przybywa do El Pueblo z kilkoma grudkami złota, które przyciągają uwagę jednego z ludzi Orła. Don Diego podejrzewa, że kamienie mogą być prawdziwym złotem, więc kupuje je i zatrzymuje dla siebie. Człowiek Orła informuje sędziego Galindo o pojawieniu się złota w Los Angeles, a Galindo wysyła go, by odnalazł kopalnię. Mężczyzna porywa Maryę, zmuszając ją do doprowadzenia go do miejsca, gdzie znalazła złoto. Don Diego i Don Alejandro odkrywają, że złoto jest prawdziwe, i postanawiają zapobiec ewentualnej gorączce złota. Diego, w przebraniu Zorro, wyrusza w góry, by uratować Maryę. Kobieta udaje się uwolnić, lecz Zorro zostaje pojmany przez Indian. Bernardo pomaga mu uciec. Indianie powodują osunięcie ziemi, zasypując wejście do kopalni i chroniąc ją przed innymi. |    |                                 |                      |
| 24 | 24 | The New Commandante             | 20 marca 1958        |
| Nowy komendant, Arturo Toledano, przybywa do Los Angeles wraz ze swoją żoną Raquel. Na początku surowo traktuje więźniów, lecz szybko staje się sprawiedliwym i szanowanym przywódcą. Magistrado Galindo, niezadowolony z jego rządów, próbuje podstępem sprowokować kłopoty. Fałszuje notatkę od Raquel, prosząc mężczyznę imieniem Lauro o śpiewanie serenad pod jej balkonem, licząc na to, że doprowadzi to do pojedynku i śmierci Toledano. Don Diego, dowiedziawszy się o spisku, powstrzymuje kłopoty, ostrzegając Lauro i chroniąc komendanta przed niebezpieczeństwem. |    |                                 |                      |
| 25 | 25 | The Fox and the Coyote          | 27 marca 1958        |
| Sędzia Galindo i jego współpracownicy planują wykorzystać wyścigi konne jako dywersję, aby przemycić broń i ukraść proch z garnizonu. Galindo namawia właścicieli ziemskich do wpłacenia pieniędzy do puli wyścigu oraz przekonuje Arturo Toledano, by pozwolił żołnierzom wziąć w nim udział. Zorro podsłuchuje rozmowę spiskowców i zdaje sobie sprawę, że musi interweniować. Bierze udział w wyścigu, przyciągając uwagę Toledano i żołnierzy, którzy ruszają za nim w pościg. Zorro prowadzi ich prosto do garnizonu, udaremniając kradzież prochu. Spiskowcy zostają aresztowani przez Toledano. |    |                                 |                      |
| 26 | 26 | Adios, Señor Magistrado         | 3 kwietnia 1958      |
| Uwięzieni współpracownicy Galindo szantażują sędziego, grożąc ujawnieniem jego intryg. W odpowiedzi Galindo nakazuje jednemu z żołnieży ich otruć. Następnego ranka zostają znalezieni martwi. Don Diego, wiedząc o ich śmierci, zdaje sobie sprawę, że były to działania mające uciszyć świadków. Sędzia zwołuje zebranie wszystkich ważnych ziemian w El Pueblo, by przedstawić komendanta Toledano jako rzekomego wspólnika Zorro. Wtedy pojawia się Zorro, wraz z szeregowym Figueroą – jedynym świadkiem, którego udało się pojmać żywego. Zorro zmusza Figueroę do wyjawienia prawdy: to Galindo stał za całą intrygą. W dramatycznym starciu Galindo ginie, a Toledano uświadamia sobie, że Zorro jest jego sojusznikiem. |    |                                 |                      |
| 27 | 27 | The Eagle's Brood               | 10 kwietnia 1958     |
| Kapitan Arturo Toledano otrzymuje rozkaz udania się do San Diego, aby przejąć dowództwo do czasu przybycia nowego komendanta i zbadać sprawę kradzieży prochu. Jego żona, Raquel, potajemnie współpracująca z Orłem, pozostaje w Los Angeles i zajmuje kwatery komendanta. Do El Pueblo przybywają Quintana i Fuentes, ludzie Orła, przewożący w beczkach po winie skradziony proch. Raquel przechwytuje list adresowany do pełniącego obowiązki komendanta Garcii, niszczy go i podmienia na sfałszowaną wiadomość, według której proch został odnaleziony, a kontrole bagaży są zbędne. Garcia daje się nabrać i eskortuje beczki do tawerny. Zorro, podejrzewając fałszerstwo, śledzi transport, a następnie z pomocą Bernarda podmienia ładunek, ukrywając proch w bezpiecznym miejscu. |    |                                 |                      |
| 28 | 28 | Zorro by Proxy                  | 17 kwietnia 1958     |
| Raquel, przejmując dowodzenie nad ludźmi Orła, dowiaduje się o zniknięciu beczek z prochem i rozkazuje rozpocząć poszukiwania Zorro. Tymczasem Diego ukrywa ładunek prochu, lecz żołnierze pod dowództwem sierżanta Garcii zbliżają się do kryjówki. Diego wysyła Tornado, by odciągnął ich uwagę, jednak koń zostaje schwytany i odprowadzony do koszar. Kiedy Tornado reaguje na gest Diego, Raquel nabiera podejrzeń, że De la Vega może być Zorro i nakazuje go aresztować. Plan Raquel zakłada, że prawdziwy Zorro spróbuje odbić więźnia i wpadnie w zasadzkę. Nocą Tornado kradnie klucze do celi i przekazuje je Diego, który ucieka przebierając się w improwizowany strój Zorro. Budzi Garcię, udając, że właśnie uratował Don Diego, po czym informuje sierżanta, gdzie znajduje się skradziny proch. Po walce z żołnierzami Zorro ucieka. |    |                                 |                      |
| 29 | 29 | Quintana Makes a Choice         | 24 kwietnia 1958     |
| Żołnierze odkrywają, że proch w garnizonie został podmieniony na węgiel. Sierżant Garcia rozpoczyna śledztwo. Raquel, widząc, że Garcia zadaje zbyt wiele pytań, zleca Quintanie i Fuentesowi, by się go pozbyli. Tymczasem Zorro przeszukuje piwnicę gospody w poszukiwaniu zaginionego prochu, gdzie niespodziewanie konfrontuje się z uzbrojoną Raquel i odkrywa, że jest ona sojuszniczką Orła. Po ucieczce dowiaduje się od Reyesa, że Garcia wyruszył z Quintaną i Fuentesem, by odnaleźć proch. Zorro dociera na miejsce, by go uratować, lecz sierżant nie wierzy w zdradę swoich towarzyszy. W trakcie starcia Fuentes ginie od strzału oddanego przez Quintanę, a Zorro ucieka. Garcia nadal pozostaje przekonany o lojalności swojego „przyjaciela”. |    |                                 |                      |
| 30 | 30 | Zorro Lights a Fuse             | 1 maja 1958          |
| Raquel Toledano otrzymuje list od męża z poleceniem powrotu do Hiszpanii, co skłania ją do zerwania współpracy z Orłem. Tymczasem Diego, wróżąc z kart, ostrzega sierżanta Garcię przed „królem kielichów”, czyli właścicielem tawerny – Quintaną, sugerując, że grozi mu śmiertelne niebezpieczeństwo. Raquel próbuje jeszcze przekazać Garcii wiadomość, lecz spiskowcy odkrywają jej zamiary i biorą ją jako zakładniczkę. Zorro rusza na ratunek. Wraz z Raquel zostają uwięzieni w pomieszczeniu pełnym skradzionego prochu. Wykorzystując sytuację, Zorro grozi wysadzeniem całego magazynu, zmuszając przeciwników do ucieczki prosto w ręce żołnierzy. Raquel odzyskuje wolność i może bezpiecznie wyjechać do męża. |    |                                 |                      |
| 31 | 31 | The Man with the Whip           | 8 maja 1958          |
| Do El Pueblo z Argentyny przybywa kolejny zaufany człowiek Orła, Carlos Murietta. Spotyka się z garbarzem Jose Mordante, by uzgodnić sposób przemytu do Los Angeles klejnotów zrabowanych w Ameryce Południowej. Murietta publicznie zaczepia Marię Crespo, a młody Don Rudolfo Martinez, urażony jego zachowaniem, wyzywa go na pojedynek. Don Diego, widząc, że Rudolfo nie ma żadnych szans, prosi Bernarda, by dał mu lekcje szermierki. Gdy staje się jasne, że chłopak nie zdąży się nauczyć walczyć szpadą, Zorro osobiście wyzywa Murietę na pojedynek. W trakcie walki Zorro odkrywa w kapeluszu przeciwnika pióro Orła. By nie dopuścić do pojedynku z Rudolfo, Zorro rani dłoń Muriety. Następnego dnia, gdy ma dojść do starcia między Rudolfo a Muriettą, Mordante ogłasza, że Murietta nie może walczyć z powodu kontuzji – tym samym życie młodego Rudolfa zostaje uratowane. |    |                                 |                      |
| 32 | 32 | The Cross of the Andes          | 15 maja 1958         |
| Carlos Murietta i właściciel garbarni, Jose Mordante, przygotowują się do ukrycia klejnotów zrabowanych w Ameryce Południowej. Aby zachować pełną dyskrecję, Murietta zmusza Mordantego do wyrzucenia pracownika – Pasquala, którego brutalnie przepędza. W tym czasie do EL Pueblo przybywa bogata właścicielka ziemska z San Pedro, Dolores Bastinado, przywożąc transport butów, w których przemycane jest złoto. Sierżant Garcia, oczarowany jej majątkiem i urodą, natychmiast się w niej zakochuje. Don Diego, okazując współczucie wyrzuconemu Pasqualowi, daje mu schronienie i prace w swojej posiadłości. Sam jednak zaczyna podejrzewać, że interesy Murietty i Mordantego kryją coś więcej. Zorro i Bernardo podejmują równoległe śledztwo: Diego przeszukuje pokój Muriety w gospodzie i znajduje skradziony Krzyż Andów, natomiast Bernardo zagląda do garbarni i znajduje ukryte na dnie skrzyni klejnoty. Mordante nakrywa Bernarda i ogłusza go, a następnie ukrywa kosztowności w worku spuszczonym na dno studni. Próbuje pozbyć się Bernarda, zrzucając go w przepaść, lecz w ostatniej chwili pojawia się Zorro. W walce, która wywiązuje się między nim a Mordante, właściciel garbarni ginie. |    |                                 |                      |
| 33 | 33 | The Deadly Bolas                | 22 maja 1958         |
| Sierżant Garcia, korzystając z finansowego wsparcia Diego, organizuje w hacjendzie de la Vega wystawne przyjęcie na cześć bogatej señority Dolores Bastinado, w której jest zakochany. Diego wysyła Bernarda, by ten w przebraniu Zorro przeszukał garbarnię należącą do Jose Mordante – miejsce, gdzie mogły zostać ukryte zrabowane klejnoty. W tym samym czasie do Los Angeles przybywa brat Carlosa Murietty – Pedro, przywożąc drugą partię zrabowanych kosztowności. Bracia podejrzewają, że w starej garbarni nadal mogą znajdować się ukryte skarby. Dochodzi do spotkania Muriettów z Bernardo. Mężczyzna zostaje schwytany, a Pedro usiłuje zmusić go do wyznania prawdy. W porę pojawia się prawdziwy Zorro. Rozpoczyna się walka: Zorro staje naprzeciw Pedro, a Bernardo, korzystając z okazji, rozbraja Carlosa i powala go na ziemię. Udaje im się uciec, choć miejsce ukrycia pierwszej partii klejnotów nadal pozostaje nieznane. Diego ostrzega Bernarda, że muszą uważnie obserwować drogę z Ameryki Południowej, gdyż może nadejść kolejny transport. |    |                                 |                      |
| 34 | 34 | The Well of Death               | 29 maja 1958         |
| Bracia Pedro i Carlos Murietta są przekonani, że skradzione klejnoty wpadły w ręce Zorro. Postanawiają zastawić na niego pułapkę. Do El Pueblo przybywa kolejny transport butów z Ameryki Południowej, w których ukryto następną partię skradzionego złota i kosztowności. Skrzynia trafia do garbarni. W przenoszeniu ładunku braciom Murietta pomaga brat Dolores – Pogo. Gdy pudło pęka, a z jego wnętrza wysypują się drogocenne kamienie, chłopak odkrywa tajemnicę przemytników. Muriettowie, obawiając się, że zdradzi ich sekret, porywają go. Sierżant Garcia, który dowiedział się o dziwnych ruchach wokół zakładu garbarskiego, także zjawia się w pobliżu. Wchodzi do środka budynku i zauważa rozsypane na podłodze klejnoty. Do akcji wkracza Zorro. Rozpoczyna się walka z braćmi Murietta. Pogo wpada do studni, lecz w ostatniej chwili udaje mu się chwycić za linę. Garcia ratuje chłopca, wyciągając go na powierzchnię. Pedro zostaje obezwładniony, a Zorro odnajduje skradzione klejnoty ukryte w studni. Carlos, który tylko stracił przytomność, odzyskuje siły i zmusza Zorro do oddania mu kosztowności. Uciekając, podpala garbarnię i zamyka w niej Zorro, Garcię i Pogo. Zorro z pomocą Tornado wyważa drzwi do garbarni. Rusza w pościg, dogania Carlosa i odbiera mu skradzione klejnoty, które następnie przekazuje sierżantowi Garcii, by ten zwrócił je prawowitym właścicielom. |    |                                 |                      |
| 35 | 35 | The Tightening Noose            | 5 czerwca 1958       |
| Don Alejandro de la Vega zbiera pięćdziesięciu właścicieli ziemskich, którzy składają przysięgę wierności i gotowości do walki o wolność Kalifornii. Wkrótce do hacjendy de la Vegów przybywa nowy administrator południowej prowincji – Jose Sebastian Varga, wraz ze swoim pomocnikiem, Juanem Greco. Varga ogłasza, że przejmuje hacjendę jako swoją tymczasową siedzibę. Don Diego i Bernardo szybko zaczynają podejrzewać, że Varga związany jest ze spiskiem Orła. Diego, korzystając z sekretnego przejścia, podsłuchuje rozmowy administratora. Udaje mu się również zajrzeć do jego bagażu, w którym znajduje pęk nieoznakowanych orlich piór. Varga i Greco rozpoczynają przeszukiwanie hacjendy, próbując odnaleźć listę właścicieli ziemskich, którzy podpisali przysięgę lojalności. Gdy Greco znajduje na dokument, pojawia się Zorro i zmusza go do oddania mu listy. Dochodzi do walki, podczas której Zorro obezwładnia obu mężczyzn. Jego ucieczkę przerywa pojawienie się sierżanta Garcii i żołnierzy. W pośpiechu Zorro wyskakuje przez okno i ucieka na piętro. W swojej komnacie Diego błyskawicznie ukrywa kostium Zorro pod szlafrokiem. Kiedy Garcia wpada do pokoju, zastaje jedynie „zaskoczonego” Don Diega, który twierdzi, że Zorro zbiegł balkonem. Po wszystkim Diego i Bernardo odnajdują list, który nie pozostawia wątpliwości – Jose Sebastian Varga jest Orłem.                |    |                                 |                      |
| 36 | 36 | The Sergeant Regrets            | 12 czerwca 1958      |
| Jose Sebastian Varga stara się poznać tożsamość członków armii obywatelskiej, którą zebrał don Alejandro de la Vega. Nakłania jednego z służących de la Vegów, by objechał wszystkie okoliczne hacjendy i poinformował właścicieli ziemskich, że don Alejandro wrócił z Monterey i organizuje spotkanie, na które mają przybyć wszyscy, którzy złożyli przysięgę lojalności. Diego dowiaduje się o pułapce. Postanawia w przebraniu Zorro ostrzec wszystkich, którzy podpisali listę. Kiedy jeden z członków armii obywatelskiej nie otrzymuje ostrzeżenia i przybywa do hacjendy, Varga postanawia go przesłuchać. Gdy ten odmawia wyjawnienia pozostałych nazwisk z listy, Varga rozpoczyna tortury. W porę pojawia się Zorro, który wspomagany przez sierżanta Garcię udaremnia plan Orła. |    |                                 |                      |
| 37 | 37 | The Eagle Leaves the Nest       | 19 czerwca 1958      |
| Magistrado Varga postanawia zostać w El Pueblo na stałe i chce przejąć hacjendę Don Diego. W odpowiedzi Don Diego obmyśla sprytny plan, by hacjenda wyglądała na nawiedzoną. Dzięki podstępowi udaje mu się pozbyć niechcianego lokatora. |    |                                 |                      |
| 38 | 38 | Bernardo Faces Death            | 26 czerwca 1958      |
| Do hacjendy de la Vegów przybywa europejski hrabia, który chce spotkać się z Orłem, nie wiedząc, że ten przeniósł swoją siedzibę do El Pueblo. Don Diego i Bernardo podejmują dochodzenie, by ustalić, co łączy hrabiego z Orłem. Odkrywają, że do kwatery Vargi przemycane są kule armatnie ukryte w ozdobnych wazach, a Orzeł planuje użyć armaty do ataku na garnizon. Zorro udaremnia plan i niszczy działo. |    |                                 |                      |
| 39 | 39 | The Eagle's Flight              | 3 lipca 1958         |
| Orzeł porywa Don Diego i Don Alejandro de la Vega wraz ze służącym Bernardo. Niedługo później do uwięzionych dołącza sierżant Garcia. Senior Varga przejmuje posterunek i garnizon. Don Diego podstępem wymyka się z niewoli i powiadamia 50 osobową armię don Alejandro, która przybywa z pomocą. Orzeł ginie postrzelony przez jednego ze swoich ludzi. |    |                                 |                      |

### Sezon 2
}}

| Nr | #  | Tytuł                      | Premiera             |
| --- | -- | -------------------------- | -------------------- |
| 40 | 1  | Welcome to Monterey        | 9 października 1958  |
| Don Diego i Bernardo przybywają do Monterey z pieniędzmi dla Señor Verdugo. Napadają na nich dwaj bandyci, żądając pieniędzy, które Diego rzekomo ze sobą przywiózł. Diego poznaje Annę Marię i jej ojca Gregorio Verdugo. Diego mówi Señor Verdugo, że nie ma ze sobą pieniędzy, gdyż obawiał się napadu, jednocześnie sugerując, że Verdugo może być zamieszany w te kradzieże. Bernardo śledzi bandytów - zostaje przez nich odktyty i złapany. Diego w przebraniu Zorro uwalnia Bernarda z rąk porywaczy. |    |                            |                      |
| 41 | 2  | Zorro Rides Alone          | 16 października 1958 |
| Don Diego podejrzewa, że ktoś z Monterey jest zamieszany w spisek mający na celu kradzież pieniędzy przeznaczonych dla dla Señor Verdugo. Diego przekazuje Verdugo, że kurierzy zmienią trasę i pojadą szlakiem przez dolinę Guadalupe, choć w rzeczywistości mają pozostać na szlaku El Camino. Sierżant Garcia, chcąc odwiedzić winiarnię, samowolnie zmienia trasę i wraz z kapralem Reyesem rusza właśnie doliną Guadalupe – prosto w zasadzkę. Reyes zostaje postrzelony, a Garcia zmuszony do kopania grobu dla siebie i kaprala. Z pomocą przybywa Zorro i ratuje ich z rąk bandytów. Wkrótce zjawia się również Verdugo i dochodzi do starcia z przestępcami. Zorro pomaga mu w walce. Podczas potyczki jeden z bandytów zostaje ranny, a Pablo, przydwódcza bandydów – ucieka. Verdugo tłumaczy, że wynajął bandytę jako ochroniarza dla kurierów, nie wiedząc, że planuje on ukraść pieniądze. |    |                            |                      |
| 42 | 3  | Horse of Another Color     | 23 października 1958 |
| Don Diego nabiera zaufania do Señor Verdugo i powierza mu pieniądze. W podróży towarzyszy im sierżant Garcia oraz nowo przybyły porucznik Juan Santos, rzekomo przysłany jako eskortujący oficer. Prawdziwy porucznik padł jednak ofiarą zasadzki – został zaatakowany przez bandytów Pabla, a jego dokumenty przejął oszust Anastacio, który podszywa się pod Santosa. Wyruszają razem ku statkowi do Hiszpanii, nieświadomi zagrożenia. Diego i Bernardo wracają do Los Angeles i przypadkowo natrafiają na umierającego, prawdziwego porucznika Santosa oraz jego konia, Phantoma. Po śmierci oficera Diego w przebraniu Zorro rusza, by powstrzymać oszustów i ocalić Señor Verdugo oraz jego córkę Annę Marię. Zorro konfrontuje się z fałszywym Santosem, oszust próbuje uciec i zostaje zastrzelony przez Serrano. |    |                            |                      |
| 49 | 10 | The Practical Joker        | 11 grudnia 1958      |
| Do Monterey przybywa dawny przyjaciel Diega, Ricardo del Amo – znany z nieustannych żartów i psot. Zachwycony urodą tajemniczej señority, prosi Diega o pomoc w zdobyciu jej względów. Okazuje się, że chodzi o Annę Marię Verdugo – kobietę, którą Diego od dawna zna. Ricardo jest tym zaniepokojony i dostrzega w Diegu rywala. De la Vega zostaje oskarżony o kradzież konia przez nieznajomego o imieniu Julius Caesar i trafia do aresztu. Podejrzewając, że to kolejny żart Ricarda, Diego konfrontuje go, a ten przyznaje, że wszystko miało być tylko „niewinnym dowcipem”. Kiedy Ricardo przypadkiem podsłuchuje dwóch mężczyzn planujących kradzież żołdu dla armii i próbuje ostrzec Garcię, ten nie traktuje go poważnie, myśląc że to kolejny żart. Tymczasem Bernardo informuje Diego, że Garcia i Reyes mogą potrzebować pomocy. Diego przebiera się za Zorro i rusza na ratunek. W tym czasie żołd faktycznie zostaje skradziony. Zorro ściga złodziei i ratuje sytuację – nieoczekiwanie z pomocą przychodzi mu Ricardo, który przypadkiem znalazł się w pobliżu. Po wydarzeniach Ricardo zaczyna podejrzewać, że Zorro również może być jego konkurentem w walce o względy Anny Marii. |    |                            |                      |
| 50 | 11 | The Flaming Arrow          | 18 grudnia 1958      |
| Ricardo del Amo, szybko popada w konflikt z nowym Komendantem del Guerro. Gdy Ricardo przez pomyłkę kieruje swój najnowszy dowcip – chmurę sadzy – nie w stronę Diego, lecz w komandora, a później niechcący znów robi mu psikusa, komendant zaczyna pałać do niego otwartą nienawiścią. Tymczasem Ricardo, zazdrosny o uczucia Anny Marii wobec Zorro, postanawia wystawić zamaskowanego bohatera na pośmiewisko. Podszywa się pod Zorro i wysyła list do kuzynki Anny Marii, Milany, a następnie wyśpiewuje serenady pod jej oknem w kostiumie Zorro. Diego, znając jego plan, informuje Garcię, gdzie tej nocy rzekomy Zorro się pojawi. Garcia aresztuje Ricarda, wiedząc, że nie jest prawdziwym Zorro. Sytuacja wymyka się spod kontroli. Komendant przekonany o winie Ricarda, postanawia go powiesić bez procesu. Garcia i Diego nie mają już wpływu na decyzję. Zorro wkracza do akcji i w ostatniej chwili ratuje Ricarda w ostatniej spod szubienicy. |    |                            |                      |
| 51 | 12 | Zorro Fights a Duel        | 25 grudnia 1958      |
| Ricardo del Amo wciąż zazdrosny o względy Anny Marii publicznie wyzywa Zorro na pojedynek, licząc, że uda mu się go zdemaskować i upokorzyć. Diego staje w trudnej sytuacji – Anna Maria nalega, by zabrał ją na pojedynek, nieświadoma jego podwójnej tożsamości. Równocześnie sierżant Garcia prosi Diega o pomoc w pojmaniu Zorro podczas starcia. Diego dowiaduje się, że Ricardo to nie tylko żartowniś, ale i znakomity szermierz, co wzbudza jego niepokój. Mimo to staje do walki jako Zorro i po zaciętym pojedynku udaje mu się pokonać rywala. Po walce kilku ludzi próbuje pojmać Zorro – ten podejrzewa, że Ricardo zastawił na niego pułapkę. Ku jego zaskoczeniu, Ricardo zamiast zdradzić, pomaga mu uciec. |    |                            |                      |
| 52 | 13 | Amnesty for Zorro          | 1 stycznia 1959      |
| Ricardo nie chce zostawiać Anny Marii samej z Diego, zwłaszcza że kobieta otwarcie wyznaje, że kocha Zorro, a nie Ricardo czy Diega. Zdeterminowany, by raz na zawsze pozbyć się rywala, Ricardo przekonuje gubernatora, by zaoferował Zorro amnestię, jeśli ten publicznie zdejmie maskę i ujawni swoją tożsamość. Diego postanawia przyjąć ofertę – chce zakończyć życie w ukryciu i poślubić Annę Marię jako Diego de la Vegą, a nie jako Zorro. Jednak gdy przygotowuje się do ujawnienia, zostaje zaatakowany i obezwładniony przez zamaskowanego mężczyznę. W trakcie walki udaje mu się zdemaskować napastnika, którym okazuje się być Don Alejandro. Ojciec obawia się, że ujawniając tożsamość Zorro Diego popełni błąd, którego będzie żałował przez całe życie. Gdy czas wyznaczony przez gubernatora mija, Zorro nie zjawia się. Amnestia przepada, a Zorro wciąż pozostaje wyjętym spod prawa. |    |                            |                      |
| 53 | 14 | The Runaways               | 8 stycznia 1959      |
| Romaldo i Buena marzą o ślubie. Don Diego, pan Bueny, chętnie udziela zgody, lecz Seńor Yorba, pan Romalda, stanowczo odmawia. Okazuje się, że za decyzją Yorby stoi inny jego sługa – Lazaro, który sam pragnie poślubić Buenę i stara się rozdzielić parę. Lazaro namawia swego pana, by nie pozwalał Romaldowi na ślub. Zdesperowany Romaldo ucieka, chcąc poślubić Buenę bez zgody. Diego odnajduje go i przekonuje, by wrócił i wyjaśnił wszystko Yorbzie. Niestety, pan nie chce słuchać wyjaśnień, a na domiar złego pozwala Lazaro pobić Romalda. Romaldo ponownie ucieka, a Lazaro porywa Buenę i zmusza ją do pozostania przy sobie. Dopiero gdy Lazaro atakuje swojego pana, Yorba uświadamia sobie prawdę. W ostatniej chwili zjawia się Zorro i ratuje go przed zdradliwym sługą. Wdzięczny Seńor Yorba wyraża zgodę na ślub Romalda i Bueny, a młodzi mogą w końcu być razem. |    |                            |                      |
| 54 | 15 | The Iron Box               | 15 stycznia 1959     |
| Na prośbę sierżanta Garcii kowal konstruuje masywną żelazną skrzynię przeznaczoną do bezpiecznego transportu pieniędzy z podatków. Dodatkowo tworzy specjalny zamek oraz klucz, który zostaje wysłany do gubernatora z wyprzedzeniem. Skrzynia zostaje zapieczętowana i wyrusza w drogę, jednak wkrótce trafia w ręce złodziei, którzy liczą na łatwy łup. Jako, że nie są oni w stanie jej otworzyć bez klucza, postanawiają więc porwać kowala i jego syna, aby wymusić stworzenie drugiego klucza. Zorro przeczuwając niebezpieczeństwo, podąża tropem jednego z bandytów i odkrywa miejsce, w którym przetrzymywani są kowal i jego syn. W porę ratuje zakładników i udaremnia kradzież pieniędzy. |    |                            |                      |
| 55 | 16 | The Gay Caballero          | 22 stycznia 1959     |
| Don Estevan de la Cruz, wujek Diega, niespodziewanie przybywa do Los Angeles. Z rozmachem ogłasza swoje przybycie, przekonując Don Alejandro do zorganizowania z tego powodu wystawnego przyjęcia. W trakcie uroczystości Estevan potajemnie pokazuje gościom kosztowne klejnoty. Don Alejandro i Diego podejrzewają, że są to podróbki i obawiają się, że Estevan będzie próbował je sprzedać. Diego zleca Bernardo, by potajemnie zabrał klejnoty, ale Estevan go przyłapuje. Wówczas Diego postanawia działać jako Zorro. W międzyczasie dwóch złodziei kradnie klejnoty. Zostają pochwyceni przez Zorro, który zabezpiecza klejnoty. Mimo to Estevan ogłasza, że zamierza zostać w Los Angeles na dłużej. |    |                            |                      |
| 56 | 17 | Tornado Is Missing         | 29 stycznia 1959     |
| Tornado, wierny koń Zorro, znika ze swojej kryjówki. Diego, Don Alejandro i Bernardo rozpoczynają poszukiwania, jednak to Don Estevan natrafia na zwierzę i postanawia go zatrzymać. Nieświadomy, że ma do czynienia z koniem Zorro, planuje wystartować na nim w dobroczynnym wyścigu konnym. Sierżant Garcia i kapral Reyes szybko rozpoznają w zwierzęciu wierzchowca Zorro. Gdy Estevan dowiaduje się, do kogo naprawdę należy koń, obmyśla nowy plan – chce wykorzystać Tornado jako przynętę, by schwytać Zorro i odebrać wyznaczoną za niego nagrodę. Diego, pewien że koń trafił w ręce Estevana, ostrzega go, by lepiej pilnował zwierzęcia. Gdy Estevan udaje się na nocny obchód, Zorro podąża za nim i odbija Tornado. |    |                            |                      |
| 57 | 18 | Zorro Versus Cupid         | 5 lutego 1959        |
| Don Estevan ogłasza swoje zaręczyny z Margaritą Cotazar. Diego, podejrzewając że jego prawdziwym celem są pieniądze i ziemia, które Margarita ma odziedziczyć po ślubie, postanawia interweniować jako Zorro. Ostrzega Estevana, by wrócił do Hiszpanii i porzucił plany małżeństwa. Estevan obmyśla zasadzkę na Zorro – przebiera kaprala Reyesa za Margaritę i ogłasza, że tej nocy spotka się z nią mimo gróźb. Żołnierze mają czekać w ukryciu, by schwytać zamaskowanego bohatera. Plan zawodzi, Zorro po raz kolejny pokonuje Estevana. |    |                            |                      |
| 58 | 19 | The Legend of Zorro        | 12 lutego 1959       |
| Don Estevan, zdeterminowany by poślubić Margaritę, nie ustaje w swoich intrygach. Udając rezygnację, oznajmia Diego, że opuszcza Kalifornię i zamierza wrócić do Hiszpanii. W rzeczywistości przygotowuje jednak ostatnią próbę zdobycia ręki Margarity – proponuje, by Diego towarzyszył jej do misji, gdzie będzie na niego czekał Estevan, by wziąć ślub z Margaritą. Don Alejandro widząc ambicje Estevana oferuje mu w prezencie ziemię i proponuje, by osiedlił się jako farmer. Estevan odrzuca propozycję, twierdząc, że życie rolnika nie jest dla niego. Margarita zaczyna wątpić w intencje Estevana i ujawnia, że po ślubie nie odziedziczy żadnej ziemi. Gdy prosi Estevana o ponowne rozważenie oferty Don Alejandra, Estevan wycofuje się, twierdząc, że nie jest jej godzien i musi wrócić do Hiszpanii. |    |                            |                      |
| 59 | 20 | Spark of Revenge           | 19 lutego 1959       |
| W czasie poważnej suszy w Los Angeles, dostęp do wody staje się kluczowym problemem. Don Hilario, zamożny ranczer, odmawia dzielenia się wodą z biedniejszymi sąsiadami, w tym z Miguelem Roverto, który desperacko jej potrzebuje. Gdy dom Miguela płonie, a on nie może go uratować z braku wody, obwinia za tragedię Dona Hilario i poprzysięga zemstę. Wkrótce po tym dom Don Hilario również staje w ogniu, a jego ciało zostaje odnalezione w zgliszczach. Na miejscu znajduje się muszkiet należący do Miguela, a przy nim samym – sakiewka ze złotem. Wszystko wskazuje na jego winę. Zorro rozpoczyna śledztwo i odkrywa, że to pracownicy Don Hilario wykorzystali sytuację, by zabić swojego pracodawcę i zrzucić winę na Miguela. |    |                            |                      |
| 60 | 21 | The Missing Father         | 26 lutego 1959       |
| Anita Cabrillo przybywa do Los Angeles w poszukiwaniu ojca, Don Miguela Cabrillo, którego nie widziała od dwunastu lat. Chce dotrzeć do rodzinnej hacjendy, lecz ku jej zaskoczeniu nikt w El Pueblo nigdy nie słyszał o niej ani o jej ojcu. Don Diego zaprasza Anitę, by zatrzymała się w hacjendzie de la Vega, dopóki nie uda się wyjaśnić zagadki. Tej samej nocy ktoś próbuje wedrzeć się do pokoju dziewczyny. Don Alejandro podejrzewa, że Anita mogła wszystko wymyślić, ale Diego nabiera przekonania, że jej historia jest prawdziwa. Anita niespodziewanie wymyka się konno z hacjendy i spotyka mężczyznę, który ostrzega ją, by wracała do Hiszpanii, jeśli chce uniknąć śmierci. Przerażona Anita ucieka — w ostatniej chwili ratuje ją Zorro. |    |                            |                      |
| 61 | 22 | Please Believe Me          | 5 marca 1959         |
| Anita Cabrillo wciąż wierzy, że jej ojciec jest w Los Angeles. Twierdzi, że ma na to dowód w postaci listów, które od niego otrzymała, jednak gdy próbuje je odszukać w swoim kufrze, okazuje się, że zniknęły. Jest przekonana, że zostały skradzione, a próby nakłonienia jej do powrotu do Hiszpanii są elementem spisku mającego zatuszować prawdę. Diego podejrzewa, że ktoś celowo ją oszukuje. Pyta kowala Gonzalesa o listy, które Anita wysyłała do ojca, lecz ten twierdzi, że nigdy ich nie widział. Don Alejandro, nie wierząc w jej historię, sugeruje, by wsiadła na najbliższy statek do Hiszpanii. Zdeterminowana Anita postanawia udać się do misji, aby porozmawiać z księdzem, który podróżował z nią z Hiszpanii. Dwóch ludzi z hacjendy de la Vega ma ją eskortować, lecz tak naprawdę planują ją obrabować. Podczas próby ucieczki Anita spada z urwiska i cudem unika śmierci — w ostatniej chwili ratuje ją Zorro. |    |                            |                      |
| 62 | 23 | The Brooch                 | 12 marca 1959        |
| Don Alejandro chce wysłać Anitę spowrotem do Hiszpanii. Nagle zauważa broszkę, którą kobieta ma na sobie. Alejandro rozpoznaje w niej pamiątkę po matce Diega, którą po jej śmierci oddał na aukcję dobroczynną zorganizowaną przez kościół. Anita wyjaśnia, że otrzymała ją od ojca Don Miguela Cabrillo. To wreszcie dowód, że ojciec Anity może rzeczywiście przebywać w okolicy. Diego sugeruje, by w księgach kościelnych sprawdzić, kto kupił broszkę. Okazuje się, że strona z odpowiednim wpisem została wyrwana. Tymczasem dwaj bandyci, Ruiz i Jose, dowiadują się, kim jest ojciec Anity i porywają go, licząc na okup w złocie. Chłopiec przynosi Anicie list od ojca z informacją o spotkaniu. Bernardo próbuje ją powstrzymać, lecz bezskutecznie. Na miejscu Anita odkrywa, że jej ojcem jest kowal Gonzales. Oboje zostają uwięzieni przez bandytów. W decydującym momencie pojawia się Zorro, który uwalnia Anitę i jej ojca. Oboje postanawiają wrócić do Hiszpanii. |    |                            |                      |
| 63 | 24 | Zorro and the Mountain Man | 19 marca 1959        |
| Do Los Angeles przybywa amerykanin Joe Crane. Swoim nieokrzesanym zachowaniem i grubiańskim sposobem bycia szybko zraża do siebie mieszkańców El Pueblo. Po tym, jak publicznie całuje barmankę Carlottę, obrażony właściciel ziemski Don Carlos Fernandez uderza go, a w odpowiedzi zostaje przez Crane’a powalony i ośmieszony. Don Carlos przysięga zemstę. Sierżant Garcia aresztuje Crane’a pod pretekstem braku pozwolenia na przebywanie na hiszpańskim terytorium, choć w rzeczywistości aresztowanie ma go chronić przed wściekłym Fernandezem. Ten jednak planuje zabić Amerykanina jeszcze tej samej nocy. W decydującym momencie pojawia się Zorro, który uwalnia Crane’a i radzi mu wrócić w góry. Don Carlos zostaje zmuszony do odłożenia swojej zemsty. |    |                            |                      |
| 64 | 25 | The Hound of the Sierras   | 26 marca 1959        |
| Po ucieczce z więzienia Amerykanin Joe Crane wraca do El Pueblo, by odzyskać swoje futra, które zostały w garnizonie. Tymczasowo ukrywa się w domu barmanki Carlotty i jej ojca. Tymczasem Don Carlos Fernandez wraz ze swoim ochroniarzem postanawia go wytropić, sprowadzając w tym celu wściekłego wilka. Próbują znaleźć trop Amerykanina, jednak Diego niweczy ten plan. Don Carlos zdobywa kapelusz Crane’a i daje go do powąchania wilkowi. Joe, próbując dostać się do garnizonu, zostaje wytropiony i zaatakowany przez zwierzę, ale szybko zastawia pułapkę i unieszkodliwia wilka. Don Carlos łapie Crane’a i szykuje stryczek, jednak Zorro interweniuje, zakładając pętlę na samego Carlosa. Joe ponownie ucieka, obiecując, że wróci po swoje futra. |    |                            |                      |
| 65 | 26 | Manhunt                    | 4 kwietnia 1959      |
| Joe Crane wciąż ukrywa się w pobliżu domu Carlotty, zdeterminowany, by odzyskać swoje futra. Diego próbuje odkupić je od Garcii, lecz dowiaduje się, że zostały już sprzedane Don Carlosowi. Ten odmawia sprzedaży, planując wykorzystać futra jako przynętę do schwytania Amerykanina. Joe, gdy poznaje prawdę, rusza do hacjendy Carlosa. Zorro dociera tam pierwszy i unieszkodliwia jednego ze sług Don Carlosa. Chwilę później Joe staje do walki z Fernandezem. Po starciu Crane odzyskuje swoje futra i wraca w góry. |    |                            |                      |
| 66 | 27 | The Man from Spain         | 9 kwietnia 1959      |
| Do Los Angeles przybywa królewski wysłannik, Andres Felipe Basilio, którego arogancja szybko zraża do niego lokalną społeczność. Już na początku przerywa urodzinowe przyjęcie sierżanta Garcii i rozgania gości, argumentując, że nie wypada świętować w czasie gdy Hiszpania toczy wojnę. Basilio przybywa z misją sprzedaży obligacji wojennych, które mają wspomóc działania militarne króla. Nakazuje mieszkańcom ich zakup, nie zważając na to, że większości z nich na to nie stać. Pierwszy zmuszony do zakupu obligacji zostaje właściciel oberży. Gdy ten tłumaczy, że nie ma wystarczających środków, Basilio rozkazuje kapitanowi Mendozie opróżnić beczki z winem w jego piwnicy. Garcia trafia do piwnicy w chwili, gdy Mendoza zaczyna wylewać wino. Kapitan ucieka, a cała wina spada na Garcię, który zostaje ukarany i publicznie wystawiony w dybach na 24 godziny. Z pomocą przychodzi Zorro, który uwalnia sierżanta i nakazuje mu uwięzić Basilio w dybach. |    |                            |                      |
| 67 | 28 | Treasure for the King      | 16 kwietnia 1959     |
| Obligacje wojenne zaczynają się dobrze sprzedawać. Kapitan Mendoza sugeruje Basilio, że byłoby marnotrawstwem wysyłać wszystkie pieniądze do Hiszpanii, by wspierać „bezsensowną wojnę”. Basilio zgadza się i wspólnie postanawiają zatrzymać kosztowności zebrane od właścicieli ziemskich. Aby ukryć kradzież, Basilio przygotowuje podstęp: umieszcza proch strzelniczy w skrzyniach mających rzekomo zawierać skarb i opracowuje mechanizm za pomocą którego eksplodują na pokładzie statku, tak by wyglądało, że złoto przepadło w morzu. Bernardo zauważa coś podejrzanego: widział sześć skrzyń, ale tylko trzy załadowano na wóz jadący w stronę portu. Informuje o tym Diego, który jako Zorro rusza w pościg. Podczas gonitwy wstrząsy powodują eksplozję – ładunek wybuchowy detonuje przedwcześnie. Basilio otrzymuje wiadomość, że "skarb" został już załadowany na statek i niebawem wyruszy do Hiszpanii. Razem z Mendozą udają się do garnizonu, by obejrzeć bogactwo, które udało im się zatrzymać. Odkrywają, że skrzynie oznaczone są literą „Z” – symbolem Zorro – i wypełnione są jedynie piaskiem i kamieniami.                                                                     |    |                            |                      |
| 68 | 29 | Exposing the Tyrant        | 23 kwietnia 1959     |
| Królewski wysłannik, Andres Felipe Basilio postanawia przejąć posiadłość Don Cornelio Esperona, oskarżając go o zdradę stanu, na podstawie przestarzałego prawa zakazującego posiadania przedmiotów wyprodukowanych poza Hiszpanią. Jednocześnie obiecuje sierżantowi Garcii przejętą hacjendę, planując następnie odebrać ją również jemu. Basilio odwiedza posiadłość Esperona w towarzystwie Garcii i podstępnie nakłania go, by zanotował obecność zagranicznych mebli. Wkrótce potem Don Cornelio zostaje aresztowany, a Garcia nieświadomie uwikłany w intrygę, musi zeznawać przeciwko niemu. Mieszkańcy pueblo odwracają się od Garcii, widząc w nim donosiciela. Podczas rozprawy Garcia, rozdarty wewnętrznie, zdobywa się na odwagę i przyznaje, że wielu mieszkańców posiada przedmioty wyprodukowane za granicą, więc według tego prawa wszyscy powinni być oskarżeni o zdradę stanu. W tym momencie pojawia się Zorro i zmusza Basilio do przyznania, że nawet jego własna garderoba zawiera elementy wykonane poza Hiszpanią. Basilio, próbując zatuszować kompromitację, stwierdza, że ani Esperon ani Garcia ani on sam nie są winni zdrady.                                             |    |                            |                      |
| 69 | 30 | Zorro Takes a Dare         | 30 kwietnia 1959     |
| Andres Felipe Basilio, nieugięty w planie schwytania Zorro, postanawia wykorzystać sierżanta Garcię jako przynętę. W tym celu wiesza go publicznie na bramie garnizonu, licząc, że Zorro pojawi się, by go uratować. Kiedy Zorro rzeczywiście uwalnia Garcię i w odwecie zawiesza samego Basilia, ten poprzysięga zemstę. Wysłannik króla zaczyna podejrzewać, że Bernardo jest powiązany z Zorro i nabiera przekonania, że dzięki niemu zdoła dotrzeć do zamaskowanego bohatera. Udaje się do hacjendy de la Vega, by aresztować Bernardo. Mężczyzna ucieka przez tajne przejście i ostrzega Don Diego. Zorro staje twarzą w twarz z Basilio, ale zostaje zmuszony do ucieczki. Basilio odkrywa ukryte przejście w pokoju Don Diego i odnajduje Zorro, ujawniając jego prawdziwą tożsamość. Basilio przebiera się za Zorro, chąc pochwalić się swoją zdobyczą Mendozie. Ten jednak, widząc postać Zorro, strzela do niego i tym samym zabija Basilia. |    |                            |                      |
| 70 | 31 | An Affair of Honor         | 7 maja 1959          |
| Do Los Angeles przybywa Pedro Avila, zawodowy szermierz, który zarabia, wyzywając mężczyzn na pojedynki i obstawiając zakłady na swoją wygraną. Kiedy Diego odmawia wzięcia udziału w jego grze, Avila prowokuje go, zaczepiając Don Alejandra. Diego staje przed dylematem: walczyć otwarcie i ryzykować ujawnienie tożsamości Zorro, czy udawać niezdarnego i narazić się na porażkę. Garcia, chcąc „chronić” Diego, więzi go w szopie, przez co do pojedynku z Avilą staje Don Alejandro. Ranny w walce Alejandro zostaje uratowany przez niespodziewane pojawienie się Zorro, który pokonuje Avilę i ostrzega go, by natychmiast opuścił Los Angeles. |    |                            |                      |
| 71 | 32 | The Sergeant Sees Red      | 14 maja 1959         |
| Po powrocie do Los Angeles sierżant Garcia odkrywa, że niemal całe miasto objęte jest kwarantanną z powodu odry. Ojciec Simeon przywozi ze sobą złoty kielich, przeznaczony dla miejscowego kościoła. Choć choroba uniemożliwia publiczne zgromadzenia, duchowny pragnie, by wierni mogli zobaczyć kielich, nie czekając na koniec kwarantanny. Jego służący, Carlos, postanawia wykorzystać sytuację. Zamyka Simeona w szafie, kradnie kielich i oznacza drzwi kartką o kwarantannie, tak, aby nikt nie wszedł do środka. Diego, podejrzewając, że choroba Simeona jest fałszywa, wchodzi do jego domu i dowiaduje się o kradzieży. Jako Zorro odnajduje Carlosa tuż przed tym, jak ten zamierza przetopić kielich, pokonuje go i nakłania, by wrócił do Simeona, wyznał winę i poprosił o drugą szansę, wierząc, że skrucha będzie lepszą karą niż więzienie. |    |                            |                      |
| 72 | 33 | Invitation to Death        | 21 maja 1959         |
| Gubernator zostaje ranny w drodze do Los Angeles i trafia do hacjendy de la Vega. Jego doradca, kapitan Felipe Arellano, przekonany, że doszło do próby zamachu, obejmuje tymczasowo obowiązki gubernatora, do czasu jego wyzdrowienia. Arellano nakazuje, by pokój gubernatora był objęty ścisłą strażą wojskową. Gdy nieznajomy sugeruje mu, że śmierć gubernatora mogłaby zapewnić mu władzę na stałe, Arellano usuwa straże spod pokoju Gubernatora. Zorro i Bernardo przejmują czuwanie, udaremniając próbę zabójstwa i przenosząc gubernatora w bezpieczne miejsce. |    |                            |                      |
| 73 | 34 | The Captain Regrets        | 28 maja 1959         |
| Gubernator powoli dochodzi do zdrowia, kapitan Arellano próbuje przekonać jego córkę Leonar, by podpisała oświadczenie uznające ojca za niezdolnego do sprawowania urzędu. Gdy ta odmawia, Arellano ponownie kontaktuje się z rebeliantami planującymi zabójstwo gubernatora. Podaje wino z dodatkiem środka nasennego sierżantowi Garcii i kapralowi Reyesowi, by rebelianci mogli niepostrzeżenie zakraść się do hacjenty de la Vega w celu zabicia Gubernatora. Diego i Bernardo odkrywają podstęp. Zorro staje do walki z Arellano, a Bernardo obezwładnia bandytów. Arellano zostaje powalony, jednak Gubernator nie dowiaduje się o jego zdradzie i roli w spisku. |    |                            |                      |
| 74 | 35 | Masquerade for Murder      | 4 czerwca 1959       |
| Świadomy, że spiskowcy ponownie spróbują zabić gubernatora, Diego proponuje zorganizowanie przyjęcia na jego cześć, by zmusić zamachowców do działania i ich zdemaskować. Arellano, chcąc ułatwić zabójstwo, przekonuje Leonar, żeby zamiast zwykłego przyjęcia zorganizować bal maskowy. W trakcie przyjęcia Don Alejandro, ubrany w strój kata znaleziony wcześniej w swoim pokoju, zostaje podstępnie zwabiony do stajni. Zorro w ostatniej chwili powstrzymuje prawdziwego zabójcę, również przebranego za kata, ratując życie Alejandro. |    |                            |                      |
| 75 | 36 | Long Live the Governor     | 11 czerwca 1959      |
| Arellano wraz z Rebatos ponownie planują zamach na gubernatora. Diego i Alejandro zdają sobie sprawę z ich zamiarów, ale Diego decyduje, że należy poczekać, aż uda się zdemaskować wszystkich spiskowców. Gdy wszystkie straże w hacjendzie znikają, a Don Alejandro zostaje wysłany na polecenie Arellano, Rebatos wkraczają do hacjendy. Gubernator, który śpi w swoim pokoju, zostaje ukryty przez Bernardo w tajnym pomieszczeniu. Zorro i Bernardo zatrzymują bandytów, a Zorro staje do walki z Arellano, który ginie podczas pojedynku. |    |                            |                      |
| 76 | 37 | The Fortune Teller         | 18 czerwca 1959      |
| Don Sebastian, przyjaciel Don Alejandro, przybywa do El Pueblo z dużą sumą pieniędzy, które mają trafić do Monterey. Gdy dowiaduje się, że dyliżans odjedzie dopiero za sześć godzin, powierza sakiewkę sierżantowi Garcii, sam zaś udaje się z Alejandro do hacjendy de la Vega. Wróżka i jej dwaj wspólnicy podsłuchują rozmowę i postanawiają zdobyć pieniądze. Kobieta przepowiada Garcii z kart, że tej nocy zginie z ręki osoby, której najmniej się spodziewa. Sierżant zaczyna podejrzewać innych żołnierzy, a ostatecznie nawet Don Diego. W obawie o życie Garcia ukrywa się garnizonie i wysyła żołnierzy do misji. Bernardo dostrzega trzech intruzów przedostających się przez mur i informuje Diego. Wkrótce pojawia się Zorro, tuż po tym jak złodzieje zamykają Garcię w celi. Zorro obezwładnia obu mężczyzn, a Garcia zatrzymuje wróżkę. |    |                            |                      |
| 77 | 38 | Seńor China Boy            | 25 czerwca 1959      |
| Sierżant Garcia i kapral Reyes znajdują młodego Chińczyka, ukrywającego się na wozie należącym do kupca, Tomasa Gregorio. Chłopiec mówi wyłącznie po chińsku, więc nikt w mieście nie może się z nim porozumieć. Bernardo, posługując się językiem migowym, dowiaduje się, że był więźniem na statku. Młodzieniec zapisuje coś w swoim języku, a Diego zanosi wiadomość do ojca Ignacio, prosząc o pomoc w tłumaczeniu. W tym czasie do El Pueblo przybywa amerykański marynarz, oskarżając chłopca o morderstwo. Garcia, wierząc w jego słowa, oddaje mu więźnia. Ojciec Ignacio częściowo tłumaczy list i przekazuje tekst Bernardo, który dostarcza go Diego. Okazuje się, że chłopiec jest chińskim księciem, a marynarz trzymał go w niewoli, licząc na okup. Zorro wyrusza w pościg, dogania marynarza i uwalnia księcia. |    |                            |                      |
| 78 | 39 | Finders Keepers            | 2 lipca 1959         |
| Bernardo znajduje na drodze nieprzytomną Celestę Villagrana, która padła ofiarą napadu i została okradziona przez zamaskowanego bandytę. Kobieta, odzyskawszy przytomność, mylnie uznaje Bernarda za sprawcę. Sytuację dodatkowo pogarsza przyjazd jej służącego – Monteza, który twierdzi, że widział twarz Bernardo podczas napadu. Diego i Don Alejandro zauważają jednak, że Montez został nakierowany przez wspólnika, by podczas rozpoznania wskazać na Bernardo. Diego w przebraniu Zorro konfrontuje Monteza i jego wspólnika w gospodzie. W trakcie szarpaniny z kieszeni jednego z mężczyzn wypada worek ze skradzionymi pieniędzmi, co dowodzi niewinności Bernarda. |    |                            |                      |

### Sezon 3
| Nr | # | Tytuł                 | Premiera             |
| --- | - | --------------------- | -------------------- |
| 79 | 1 | El Bandido            | 30 października 1960 |
| Do Los Angeles przybywa grupa bandytów pod wodzą El Cuchillo, którzy planują napaść na transport srebra przewożonego przez sierżanta Garcię. Podczas pobytu w mieście El Cuchillo korzysta z gościnności rodziny de la Vega jako alibi, jednocześnie przygotowując się do kolejnego skoku – kradzieży pieniędzy przeznaczonych za cenne skóry przechowywane w magazynie. Kiedy Zorro udaremnia ich pierwotny plan z przechwyceniem srebra, El Cuchillo obiecuje zemstę i próbuje wykraść kolejną zdobycz, jednak Zorro ponownie staje mu na drodze, ratując skradzione pieniądze. |   |                       |                      |
| 80 | 2 | Adios, El Cuchillo    | 6 listopada 1960     |
| El Cuchillo planuje jeszcze jeden, ostatni napad. Podejrzewa, że Don Diego może być Zorro. W tawernie El Cuchillo próbuje dowiedzieć się prawdy, szkicując portret Diego na plakacie z nagrodą za Zorro. Sierżant Garcia odkrywa, że El Cuchillo to bandyta, gdy ten wraz ze swoimi ludźmi napada na karczmarza, i rusza na pościg. El Cuchillo porywa Don Diego i Don Alejandro de la Vega. Bernardo ratuje sytuację, obezwładniając jednego z bandytów. El Cuchillo i jego ludzie atakują Garcię i żołnierzy, kradnąc pieniądze. Z pomocą przybywa Zorro, który stacza pojedynek z El Cuchillo i rani go w policzek. Po walce Zorro zabiera El Cuchillo do księdza, aby poślubił Chulitę i porzucił życie bandyty. |   |                       |                      |
| 81 | 3 | The Postponed Wedding | 1 stycznia 1961      |
| Do miasta przybywa młoda dama, Constancia de la Torre, przyjaciółka Don Diego z czasów dzieciństwa, która po dziesięciu latach wraca do El Pueblo. Towarzyszy jej młody mężczyzna, Miguel Serrano, z którym Constancia planuje ucieczkę. Bernardo zauważa, że jeden z bagaży Constancii jest niezwykle ciężki – to posag w postaci złota i biżuterii. Podejrzewając prawdziwe intencje Miguela, Zorro postanawia opóźnić ślub, aby zapobiec pochopnemu małżeństwu. Zorro interweniuje, kiedy Miguel próbuje zabrać Constancię na statek i uciec z jej posagiem. Dzięki pomocy Constancii, Zorro udaremnia plan Miguela.                                                                                              |   |                       |                      |
| 82 | 4 | Auld Acquaintance     | 2 kwietnia 1961      |
| Ramon Castillo przybywa do Los Angeles, gdzie ma się pojawić wóz z wypłatą dla żołnierzy, przewożący 5000 pesos. Ramon planuje kradzież pieniędzy, ale Zorro udaremnia jego zamiary. Podczas pojedynku Ramon rozpoznaje charakterystyczny styl walki Zorro i odkrywa, że za maską kryje się Diego de la Vega. Diego próbuje nakłonić Ramona do opuszczenia miasta, lecz ten odmawia i publicznie oskarża Diego o bycie Zorro. |   |                       |                      |